# Fozio di Alessandria
Papa Fozio (in greco Φώτιος; Tino, novembre 1853 – Zurigo, 4 settembre 1925) è stato un vescovo ortodosso greco, papa e patriarca greco-ortodosso di Alessandria e di tutta l'Africa tra il 1900 e il 1925.

## Biografia
Nacque in Grecia a Tino e studiò al seminario della Santa Croce a Gerusalemme. Successivamente divenne segretario del patriarca ortodosso di Gerusalemme e nel 1881 fu elevato alla dignità di archimandrita. Fu eletto patriarca di Gerusalemme alla morte del patriarca Ieroteo di Gerusalemme nel 1882, ma il sultano ottomano non approvò questa scelta. Fu solo nel 1900 quando il patriarca Sofronio IV morì che fu rieletto, ma questa volta al soglio patriarcale di Alessandria, in Egitto. Lì fondò sette nuove eparchie (diocesi).
Costruì chiese, scuole e incrementò le opere di beneficenza. Aprì anche il Museo Patriarcale e la Biblioteca alessandrina.
Si oppose con forza nel 1923 alla riforma del calendario liturgico proposta dal Patriarca di Costantinopoli Melezio IV (1871-1935).
Morì a Zurigo nel 1925.
Il sito web della Gran Loggia della Grecia lo annovera come massone, membro della loggia di Pitagora.